# 討厭鬼與莫莉麥琪
《討厭鬼與莫莉麥琪》（英語：The Ghost and Molly McGee）是一部由美國迪士尼电视动画公司製作的恐怖喜劇動畫劇集，作者為比爾·莫茲(Bill Motz)與鮑伯·羅斯(Bob Roth)，於2021年10月在迪士尼頻道與Disney+播映。

## 角色

### 主要角色
- 莫莉·麦琪(Molly McGee)，配音：美國→艾希莉‧柏奇(Ashly Burch)[3]

本作的主要角色，一個13歲的泰裔及愛爾蘭裔美國人，是麦琪家中的長女，達瑞爾的姊姊。
性格活潑，希望讓世界變成愉快的地方。
經常在不是麦琪一家下保護癢癢出現的秘密，及後她的朋友莉比及愛情對象奧利也了解他的存在。
莫莉經常在房間放置多個洋娃娃，主要以動物造型多，不過對於寶寶潔西卡有一點恐怖
曾經進入幽灵世界期間轉變成鬼魂，並利用愉快能力打敗鬼魂主席
- 癢癢 (Scratch)，配音：美國→達納‧史奈德(Dana Snyder)[3]

一隻藍色幽灵，過去曾經自己住在一所破舊的屋，直至麦琪一家遷入。初時對麦琪一家有厭惡，但過後成為一家人。
喜歡吃零食，尤其是比薩及炸玉米餅。
癢癢每天都要提交驚嚇報告，否則鬼魂主席會送他到The Flow of Failed Phantoms，直到莫莉成功蒸化鬼魂主席為止。
自第二季起，癢癢作成為幽灵世界的新主席。
- 彼得 '皮特'·麦琪(Peter 'Pete' McGee)，配音：美國→喬丹‧克里波(Jordan Klepper)[3]

麥琪一家的老爸，莫莉和達瑞爾的爸爸、莎倫的丈夫。愛爾蘭人，留著大鬍子的中年男子。
- 莎倫·麦琪(Sharon McGee)，配音：美國→蘇瑪莉‧蒙塔諾(Sumalee Montano)[3]

麥琪一家的老媽，莫莉和達瑞爾的媽媽、彼得的妻子。泰國人，身材福態的中年女子。
- 代倫·麦琪(Darryl McGee)，配音：美國→米凱拉‧迪亞茲(Michaela Dietz)[3]

麥琪一家的么子，茉莉的弟弟。
- 蓮奶奶(Grandma Nin)

莎倫的媽媽，彼得的岳母，莫莉和達瑞爾的祖母。泰國人，住在泰國。

### 次要角色
- 莉比‧史坦-托瑞斯(Libby Stein-Torres)，配音：美國→萊拉‧吉爾‧米勒(Lara Jill Miller)[3]

一個13歲的猶太及拉丁裔美國人，是莫莉第一個認識的新朋友。
對於烏龜有興趣，因此對於烏龜類有研究，其中一隻烏龜名為三文。
運氣極差，經常跌倒或撞倒，有時更常被膠袋拍打臉部。
莉比稱自己在6年之內沒看見自己的父親，因為父親在6年時間只顧工作多於家庭，雖然希望父親能夠長時間陪她，但父親需要處理多工作事而感到沮喪。
- 安卓亞‧戴文波特(Andrea Davenport)，配音：美國→茱麗絲‧麥德卡福特(Jules Medcraft)[3]

一個13歲的資優生，因為成績優異，導致所有同學及老師都會聽從她的說話。
因為莫莉在第一天上課期間唸錯她的名字而成為死對頭。但後來莫莉幫了她掩蓋賣零食醜聞一事而成為「敵友」(Frienemy，由朋友friend和敵人enemy組合成的單字)，及後安卓亞也輔助莫莉拿回被收回的莫莉家而成為真正友誼。
她的父母十分忙碌，有時她會因此而感到沮喪。
同時是一個網紅，多次自拍自己取得公眾認同。
其中一集'Davenport's in Demise'指出安卓亞有同性愛情對象
- 助夫(Geoff)
- 傑夫(Jeff)
- 奧利‧陳(Ollie Chen)
- 珠兒‧陳(June Chen)
- 羅保 ‧陳(Ruben Chen)
- 愛斯丽‧陳(Esther Chen)
- 鬼主席(The Chairman)
- (Lucretia)
- (Sir Alister)
- (Grimbella)
- (Bartholomew)
- 積斯(Jinx)

## 外部連結
- 互联网电影数据库（IMDb）上《討厭鬼與莫莉麥琪》的资料（英文）